# Atrococcus bejbienkoi
Atrococcus bejbienkoi är en insektsart som beskrevs av Ferenc Kozár och Danzig 1976. Atrococcus bejbienkoi ingår i släktet Atrococcus och familjen ullsköldlöss. Inga underarter finns listade i Catalogue of Life.